# كارول بيكيت
كارول بيكيت (بالإنجليزية: Carroll Pickett)‏ هو كاهن أمريكي، ولد في 1933 في Nursery, Texas ‏ في الولايات المتحدة.